# Aluvialni stožec
Aluvialni stožec je pahljačast ali stožčast nanos sedimentov, ki so ga zgradili tokovi. Če je pahljača zgrajena z drobirskim tokom, se pravilno imenuje naplavinski stožec ali koluvialni stožec. Ti tokovi prihajajo iz ene izvorne točke na vrhu pahljače in ob premikanju sčasoma zasedejo več položajev na površini pahljače. Stožci običajno nastanejo tam, kjer se kanjon drenira stran od goratega terena na ravnini in zlasti vzdolž ob robovih prelomov gorskih področjih.
Zložno podnožje hriba na prehodu v ravnino, zgrajeno iz nesprijetega gradiva, nanesenega na skalno podlago z občasnimi vodotoki s pobočja v puščavskem okolju se imenuje bajada.

## Oblike
Ko se naklon toka zmanjša, se usede redkejši material. To zmanjša moč kanala in ga prisili, da spremeni smer in postopoma zgradi nekakšen kup ali plitvo stožčasto obliko pahljače. Nanosi so običajno slabo razporejeni. Tako obliko pahljače je mogoče razložiti tudi s termodinamično utemeljitvijo: sistem nanosa uveden na vrhu pahljače se nagiba k stanju, ki minimizira vsoto prometne energije, vključene v njegovo premikanje in gravitacijski potencial materiala na pahljači. Tam bo izo-prometna energetska linija oblikovala koncentrične loke okoli izstopne točke na vrhu pahljače. Tako se bo material običajno odlagal tudi okoli teh linij, ki zato tvorijo značilno obliko pahljače.

## V sušnem podnebju
Aluvialne stožce pogosto najdemo v puščavskih območjih, ki so predmet rednih poplav zaradi bližnjih neurij v lokalnih hribih. Značilen vodotok v sušnem podnebju ima velik, lijakast bazen na vrhu, ki vodi do ozke soteske, ki se odpira ob iztoku v aluvialno pahljačo. Običajno je prisotnih več pletenih in aktivnih vodnih tokov.
Phreatophyti so globoko zakoreninjene rastline, ki so pogosto zgoščene na dnu aluvialnih stožcev. Imajo 9,1 do 15,2 m dolge korenine, da bi dosegle vodo, ki pronica skozi stožec do neprepustne plasti, kjer se zbira v izvir ali pronica na površje. Ti sestoji grmov se oklepajo tal v svojih bazah in pogosto tvorijo otočne habitate za mnoge živali.

## V vlažnem podnebju
Aluvialni stožci se razvijejo tudi v bolj vlažnih podnebjih. V Nepalu je reka Koshi zgradila mega stožec, ki obsega okoli 15.000 km2 pri izstopu iz himalajskega vznožja na ravnino, kjer reka prehaja v Indijo pred vstopom Ganges. Ob pritokih vzdolž zgornjega toka reke Koshi, tektonske sile vzdigujejo Himalajo nekaj milimetrov na leto. Dvig je približno v ravnotežju z erozijo, tako da reka vsako leto odplavi približno 100 milijonov kubičnih metrov sedimentov, ki prihajajo z gora. To odlaganje v več kot milijon letih, je ustvarilo ta mega stožec.
Celotno vmesno območje med Indo-Gangesovo planoto in Himalajo v najbolj oddaljenih regijah Indije, Pakistana, Nepala in Butana, je najnižje predgorje Siwalik, zgrajeno iz slabo konsolidiranih sedimentnih kamnin, ki so erodirale v širok, zvezen aluvialen stožec z imenom Bhabar v hindujščini in nepalščini . Kljub prenaseljenosti na ravninah, je to bhabar območje zelo malarično in je ostalo v veliki meri nenaseljeno.
V Severni Ameriki so potoki, ki se izlivajo v Central Valley v Kaliforniji, nanosili manjša, vendar še vedno obsežne poplavne stožce. Primer je reka Kings, ki teče iz Sierra Nevade in ustvarja nizko razvodje, se obrne na južni konec doline San Joaquin v endoreično kotlino brez povezave z oceanom..

## Nevarnost poplav
Aluvialni stožci so predmet poplave  in so lahko celo bolj nevarni kot kanjoni, ki jih hranijo. Njihovo rahlo konveksno pravokotno površino povzroči poplavna voda, dokler ne sega do cone zatona. Če je naklon strm, aktivni transport materiala vzdolž stožca ustvarja gibajoči substrat, ki neprijazno potuje počasi ali hitro. Ko se naklon padanja zmanjšuje, voda prihaja od zgoraj navzdol hitreje, kot lahko odteka in lahko nastane jezero nevarne globine.
V primeru reke Koshi se je ogromen pretok plavin in rahlo izbočena prečna površina mega stožca zarotil proti prizadevanjem inženirjev, da zadržijo najvišje tokove znotraj umetnih nasipov. V avgustu 2008 so visoki monsunski tokovi prebili nasip, preusmerili večino reke v nezaščitene starodavne kanale in na okoliška gosto naseljena zemljišča. Več kot milijon ljudi je ostalo brez strehe nad glavo, približno tisoč jih je izgubilo življenje, na tisoče hektarjev je bilo uničenih poljščin. Koshi je znan kot Zatočišče Bihar, ki nesorazmerno prispeva k indijskim smrtim v poplavah, ki presegajo tiste v ostalih državah, razen v Bangladešu.

## V Osončju
Aluvialni stožci se nahajajo tudi na Marsu in padajo iz nekaterih kraterjev na bolj ploska tla.
Ugotovitve stožcev v kraterju Gale iz satelitov v orbiti, se je zdaj potrdilo z odkritjem rečnih sedimentov z vozilom Curiosity.
Aluvialne stožce je opazila misija vesoljske sonde Cassini-Huygens na Titanu, ki uporablja radar s sintetično odprtino (SAR). Ti stožci so bolj pogosti v suhih srednjih zemljepisnih širinah na koncu rek iz metan / etana, kjer mislijo, da se pojavlja pogosto močenje in sušenje zaradi padavin, podobno kot v sušnih predelih na Zemlji. Radarske slike kažejo, da je material najverjetneje sestavljen iz okroglih zrn ledu iz vode ali drugih trdnih organskih spojin približno dveh centimetrov v premeru.

## Galerija
- Velik aluvialni stožec v Dolini smrti
- Majhen aluvialni stožec, Dolina smrti
- Aluvialni stožev v južnem Iranu. Slika NASA-inega Terra satellite
- Aluvialni stožec v Dolini smrti, Kalifornija, pogled iz Black Mountains pri Dantejevem razgledišču.